# Rượu Kim Sơn

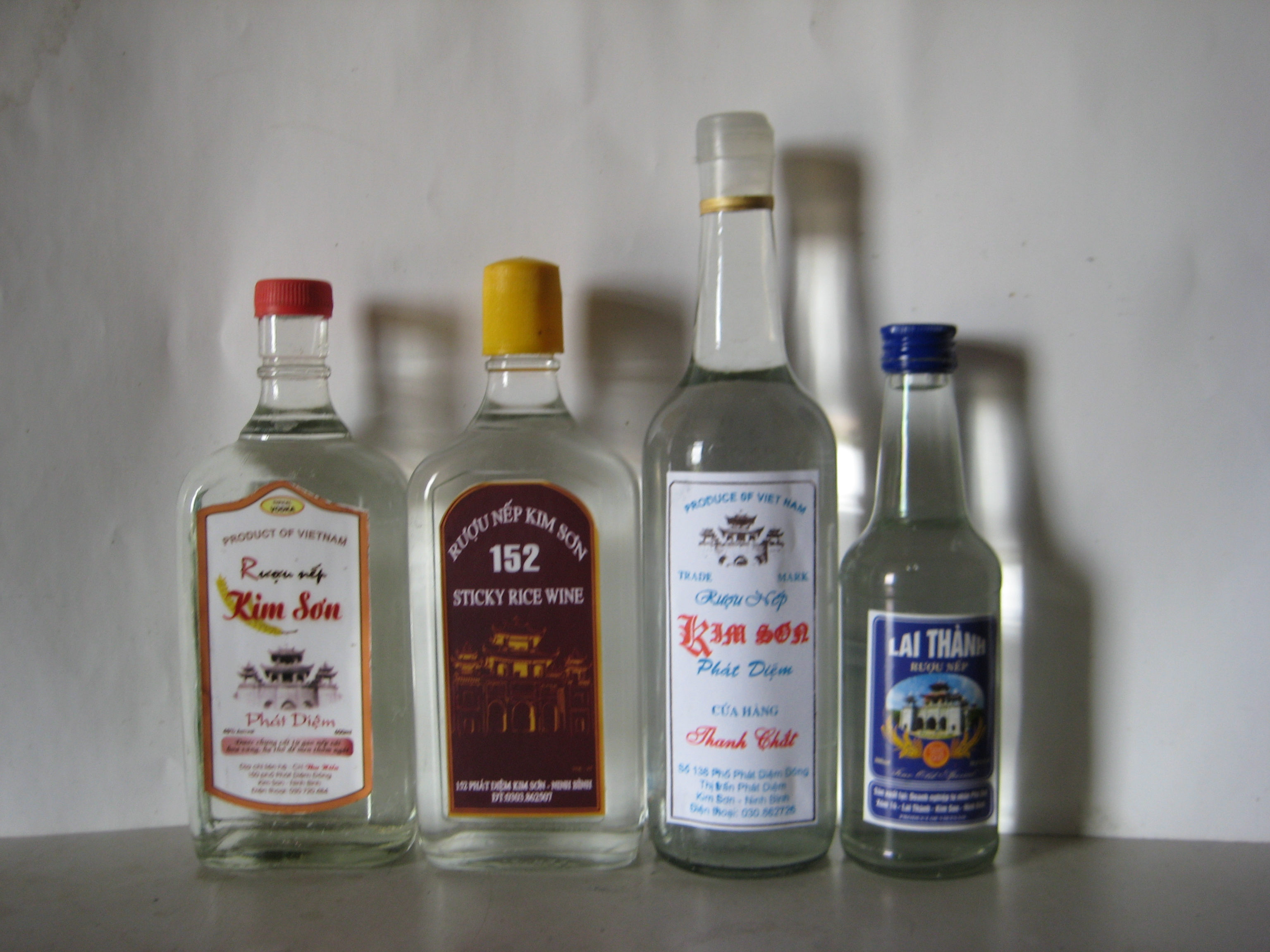
Một số thương hiệu rượu Kim Sơn

Rượu Kim Sơn là một loại rượu có thương hiệu, hiện được đề cử kỷ lục "Top 10 đặc sản rượu nổi tiếng nhất Việt Nam". Rượu được sản xuất từ các làng nghề truyền thống thuộc huyện miền biển Kim Sơn, Ninh Bình.
Rượu Kim Sơn là rượu được chưng cất từ gạo nếp, men thuốc bắc, nguồn nước giếng khơi tự nhiên, sản xuất theo bí quyết của người dân các làng nghề tại Kim Sơn. Rượu thường có nồng độ cao, trong suốt, bọt tăm rượu càng to thì độ rượu càng cao. Trước đây, rượu được đựng trong các vò đất và nút lá chuối khô, khi uống vào cảm thấy rất thơm và êm dịu. Cùng với những người Kim Sơn di cư, rượu Kim Sơn đã đi đến nhiều vùng của Việt Nam. Ngày nay rượu Kim Sơn đã được đóng chai và bán trên thị trường.

## Cách nấu rượu

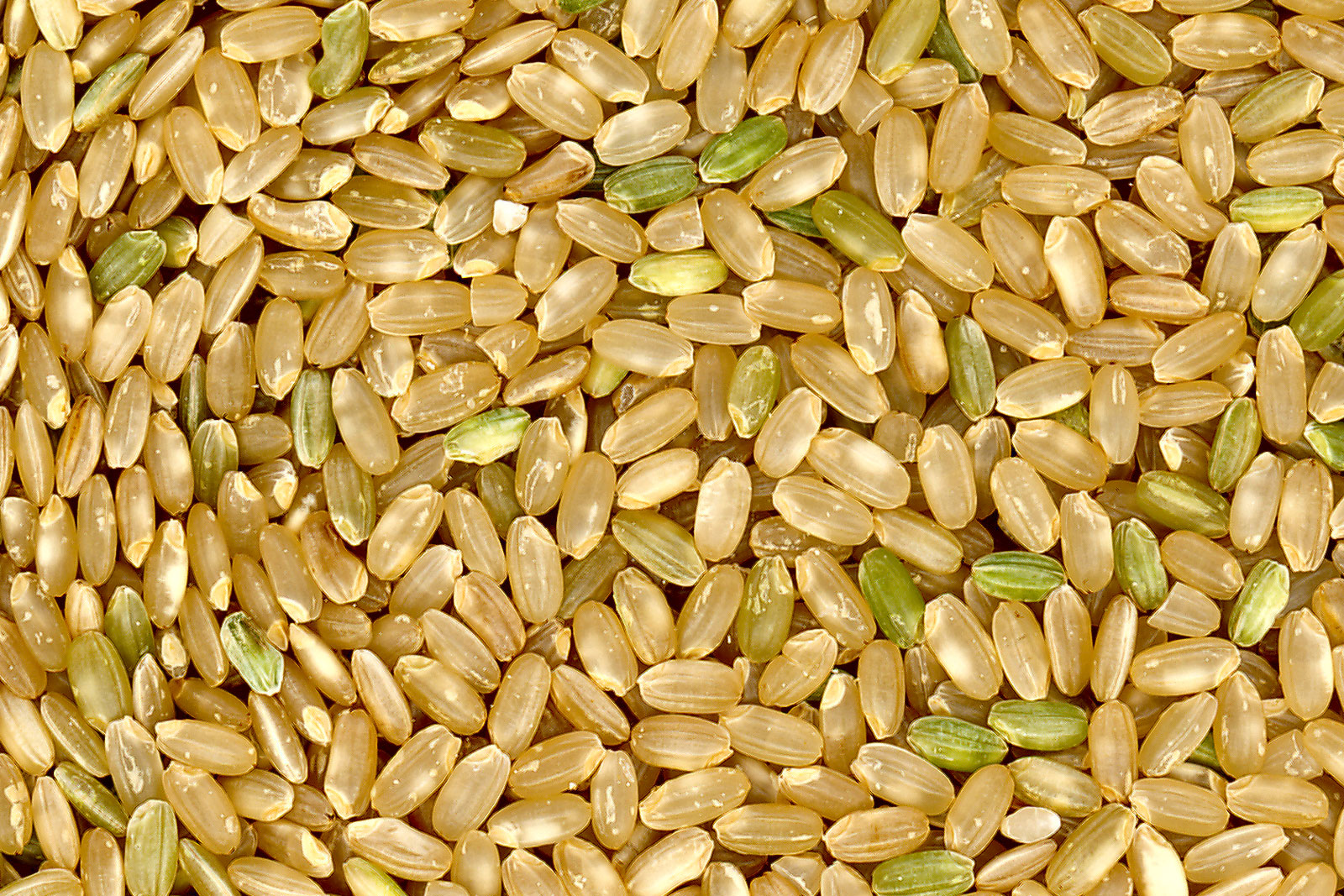
Một loại gạo lứt dùng để nấu rượu